# سیارک ۵۸۰۹۷
سیارک ۵۸۰۹۷ (به انگلیسی: 58097 Alimov، نامگذاری:1976UQ1) پنجاه و هشت هزار و نود و هفتمین سیارک کشف شده‌است که در ۲۶ اکتبر ۱۹۷۶ کشف شد.